# Tillandsia 'Little Star'
Tillandsia 'Little Star' es un  cultivar híbrido del género Tillandsia perteneciente a la familia  Bromeliaceae.
Es un híbrido creado con la especie Tillandsia juncea × Tillandsia schiedeana.